# والری سولاناس

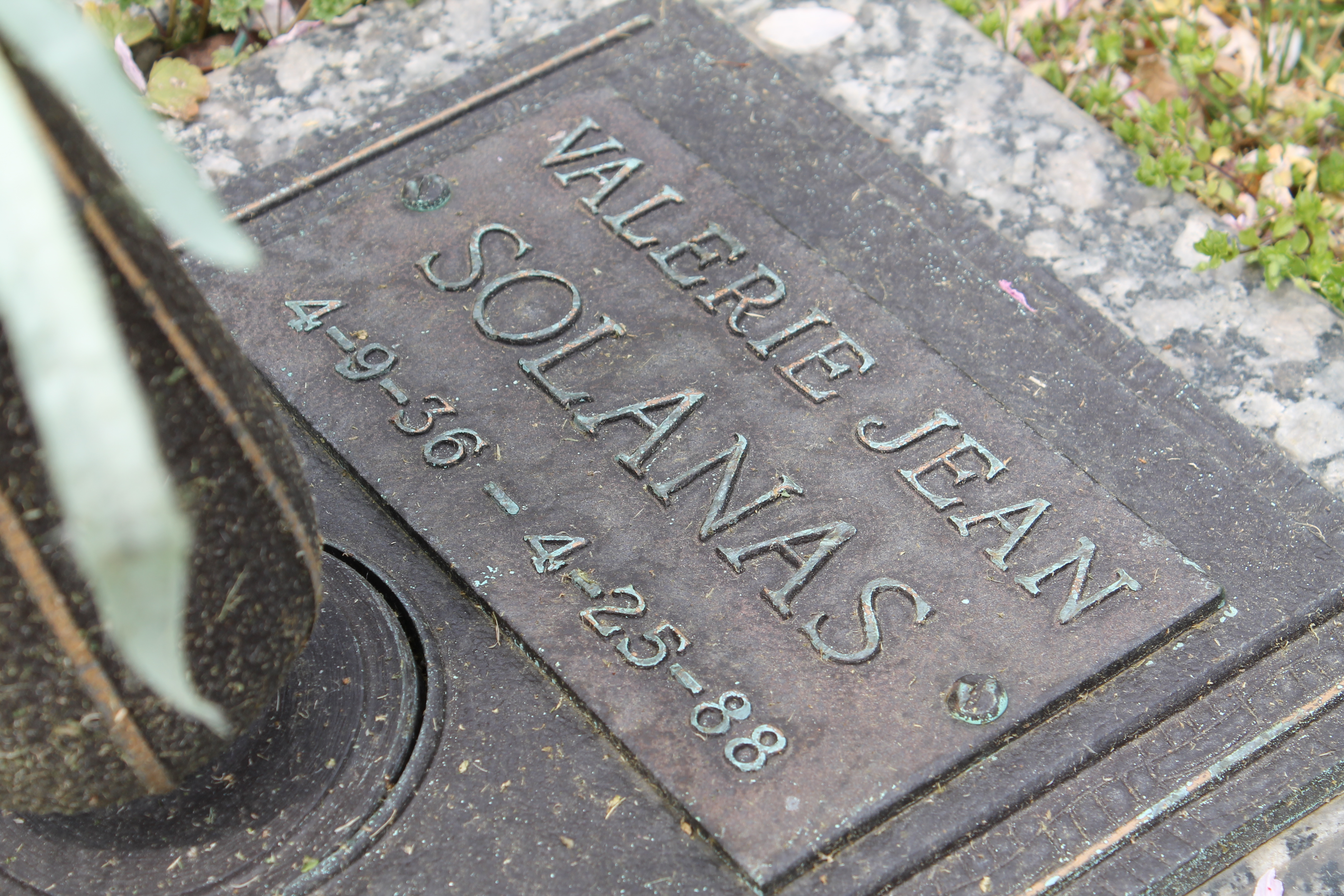
آرامگاه والری سولاناس

والری جین سولاناس (به انگلیسی: Valerie Jean Solanas) (۹ آوریل ۱۹۳۶ – ۲۵ آوریل ۱۹۸۸) نویسندهٔ فمینیست آمریکایی بود که پس از تلاشی ناموفق برای قتل اندی وارهول به شهرت رسید.

## زندگی‌نامه

### سال‌های آغازین
والری سولاناس، فرزند لویس سولاناس و دوروتی ماری بیاندو، در ونتنور سیتی، نیوجرسی به دنیا آمد. پدرش پیشخدمت بار و مادرش دستیار دندانپزشک بود و خواهری کوچکتر به نام جودیث آرلین سولاناس مارتینز داشت.
طبق گفته‌های سولاناس، او به‌طور مداوم از طرف پدرش مورد آزار جنسی قرار می‌گرفته‌است. پدر و مادرش در کودکی وی از هم جدا شدند و مادرش کمی بعد دوباره ازدواج کرد. سولاناس از پدرخوانده اش خوشش نمی‌آمد و به همین دلیل شروع به سرکشی از مادرش کرد. در دوران مدرسه یک پسر (که در حال آزار دادن دختری بود) و یک راهبه را کتک زد. بخاطر همین رفتار طغیانگر، در سال ۱۹۴۹ مادرش او را پیش پدربزرگ و مادربزرگش فرستاد تا با آن‌ها زندگی کند. طبق گفته‌های سولاناس، پدربزرگش یک الکلی بوده و او را کتک می‌زده‌است. وقتی پانزده ساله شد، آنجا را ترک کرد و بی خانمان شد. در سال ۱۹۵۳ از یک ملوان متأهل باردار شد. پسرش دیوید از او گرفته شد و سولاناس دیگر هیچوقت او را ندید.
در سال ۱۹۵۸ مدرک روان‌شناسی خود را از دانشگاه مریلند در کالج پارک دریافت کرد. در دوران دانشجویی همجنس‌گرایی خود را علنی کرد. در ۱۹۶۵ به نیویورک رفت و به‌طور جدی به نویسندگی پرداخت. وی در آن زمان در حال نوشتن مطرح‌ترین اثر خود، بیانیه اس‌سی‌یوام بود. کمی بعد در ازای دریافت دستمزد اندکی در فیلم من، یک مرد اندی وارهول بازی کرد.

### ماجرای تلاش برای قتل اندی وارهول
سولاناس نمایش‌نامه‌ای به نام «باسنت را بالا بگیر» نوشته بود. او نسخه خطی این نمایش‌نامه را به وارهول داد. اما وارهول آن نسخه را گم کرد. سولاناس که فکر می‌کرد وارهول قصد دارد اثر او را بدزدد، در تاریخ ۳ ژوئن ۱۹۶۸ همراه با اسلحه‌ای به استودیوی محل کار وارهول (معروف به کارخانه) رفت. او سه بار به سوی وارهول شلیک کرد که تنها یک گلوله به او اصابت نمود و موجب زخمی شدن وارهول شد. سولاناس پس از آن خودش را به پلیس تسلیم کرد. او به جرم تلاش برای قتل، به سه سال زندان محکوم شد.

### سال‌های پایانی و مرگ
سولاناس پس از اتمام سال‌ها زندان زندگی فقیرانه‌ای را گذراند. وی به نوشتن ادامه داد تا اینکه در ۵۲ سالگی در هتل بریستول سانفرانسیسکو، از سینه‌پهلو درگذشت.